# 山郷町
山郷町（さんごうちょう）は、愛知県名古屋市天白区の地名。丁番を持たない単独町名である。住居表示未実施。

## 地理
名古屋市天白区中央南部に位置する。西は高宮町、南は一つ山、北東は土原一丁目に接する。

### 河川
- 地蔵川

## 歴史

### 町名の由来
当地の通称であった山田の「山」と字東上郷の「郷」を組み合わせたものであるという。

### 沿革
- 1969年（昭和44年）6月25日 - 昭和区天白町島田の一部により、同区山郷町として成立する[1]。
- 1975年（昭和50年）2月1日 - 天白区編入に伴い、同区山郷町となる[1]。
- 1978年（昭和53年）1月15日 - 天白町島田の一部が編入される[1]。
- 1983年（昭和58年）8月7日 - 天白町島田の一部が編入される[1]。

## 世帯数と人口
2019年（平成31年）1月1日現在の世帯数と人口は以下の通りである。
| 町丁   | 世帯数 | 人口  |
| ------ | ------ | ----- |
| 山郷町 | 56世帯 | 137人 |

### 人口の変遷
国勢調査による人口の推移
| 2000年（平成12年） | 144人 | [ 9 ]  |  |
| 2005年（平成17年） | 141人 | [ 10 ] |  |
| 2010年（平成22年） | 132人 | [ 11 ] |  |
| 2015年（平成27年） | 144人 | [ 12 ] |  |

## 学区
市立小・中学校に通う場合、学校等は以下の通りとなる。また、公立高等学校に通う場合の学区は以下の通りとなる。
| 番・番地等 | 小学校               | 中学校               | 高等学校 |
| ---------- | -------------------- | -------------------- | -------- |
| 全域       | 名古屋市立天白小学校 | 名古屋市立天白中学校 | 尾張学区 |

## 交通
- 愛知県道220号阿野名古屋線[7]

## その他

### 日本郵便
- 郵便番号 : 468-0032[4]（集配局：天白郵便局[15]）。